# Batalla d'Ajnadayn
La batalla d'Ajnadayn (àrab: معركة أجنادين, maʿrakat Ajnādayn) fou una batalla lliurada entre juliol i agost del 634 entre el Primer Califat, que havia envaït Palestina, i l'Imperi Romà d'Orient. Segons les fonts àrabs, el lloc de la batalla estava situat entre Ramla i Bayt Jibrin. S'ha identificat com un lloc proper al Wadi-l-Samt.

## Antecedents
El governant persa Còsroes II va esclafar una perillosa rebel·lió dins del seu propi imperi, la de Vararanes VI. Amb posterioritat, va enfocar les seves energies cap als seus enemics tradicionals romans d'Orient, amb la qual cosa va donar lloc a la guerra romano-sassànida de 602-628. Durant uns pocs anys, va aconseguir importants èxits. Entre 612-622, va ampliar les fronteres perses gairebé en la mateixa mesura que estaven sota la dinastia Aquemènida (550-330 aC), va conquerir els estats occidentals com ara Egipte, Terra Santa i més.
Els romans d'Orient es van reagrupar i van retrocedir l'any 622 sota el govern de l'emperador Heracli. Còsroes va ser derrotat en la batalla de Nínive en 627 i els romans d'Orient van recapturar tot Síria i van penetrar profundament en les províncies perses de Mesopotàmia. En 629, el general de Còsroes Sarbar signà la pau, i la frontera entre els dos imperis va tornar a ser la mateixa que era el 602.
Pacificat el territori després de les guerres de la Ridda que van seguir la mort de Mahoma, el califa Abu-Bakr as-Siddiq va enviar els seus tres cossos d'exèrcit de tres mil homes cada un, comandats per Amr ibn al-As, Xurahbil ibn Hàssana i Yazid ibn Abi-Sufyan, que van rebre l'ordre de capturar diferents districtes de Síria al sud del Yarmuk i en cas d'haver de runir-se ho havien de fer al comandament d'Amr ibn al-As.
L'emperador, a Emesa, va enviar un exèrcit a Caesarea Maritima, la principal fortalesa de Palestina, incloent una flota de suport, on es va reunir amb les tropes locals, i es van dirigir al Golan, protegint el camí de Damasc a Egipte. Després de la conquesta musulmana de la ciutat de Bosra, un espia de Xurahbil ibn Hàssana tornà d'Ajnadayn amb notícies de la concentració de les forces romanes d'Orient en la ciutat, on es concentraven per conquerir una a una totes les viles preses pels musulmans. En aquell moment Yazid estava encara al sud del riu Yarmuk, Amr ibn al-As a la vall d'Arabà, i diversos destacaments dels cossos de Xurahbil i Abu-Ubayda ibn al-Jarrah, que va arribar de reforç, estaven repartits pel Districte de Hauran.
Després de dos mesos sense progressos, els comandants musulmans van demanar reforços a Abu-Bakr as-Siddiq, qui va cridar Khalid ibn al-Walid, que acabava de conquerir l'Iraq, i el va posar al comandant de l'exèrcit musulmà per la conquesta de Síria, on es va dirigir immediatament amb 500 a 800 reforços, infants muntats a camell. Khalid ibn al-Walid va escriure a tots els caps per marxar al mateix temps i concentrar-se en Ajnadayn. Els àrabs havien de prendre Ajnadayn a Heracli si volien romandre a Síria.
La tercera setmana de juliol del 634, Khalid ibn al-Walid es va trobar amb l'exèrcit de Xurahbil ibn Hàssana que assetjava Bosra, a la rereguarda romana d'Orient, que van prendre, i es van reunir amb les tropes d'Abu-Ubayda ibn al-Jarrah, Yazid ibn Abi-Sufyan, i Amr ibn al-As, i van trigar una setmana a concentrar el seu exèrcit en Ajnadayn.

## Batalla
L'exèrcit àrab consistia en entre 15.000 i 18000 homes, mentre que l'exèrcit romà d'Orient, de 8.000 a 9.000 homes reclutats entre la població local.
Els romans d'Orient, disposats en formació única, anaven comandats per Teodor, germà de l'emperador Heracli i per un general anomenat pels àrabs Artabun; els àrabs, comandats per Khàlid ibn al-Walid, es van disposar en trenta-sis o quaranta regiments de cavalleria repartits entre tres cossos, amb Abu-Ubayda ibn al-Jarrah al centre, Amr ibn al-As comandant la dreta amb Xurahbil ibn Hàssana de segon al comandament, i Yazid ibn Abi-Sufyan a l'esquerra.
L'atac va començar amb atacs de foners i arquers romans d'Orient per desmoralitzar als musulmans, que es van mantenir ferms tot i les baixes, però no van retornar el foc, atès que no podien abastar la distància.
Els campions musulmans van reptar als oficials romans d'Orient, que van acceptar el repte, i la majoria dels romans d'Orient van caure, escapçant el lideratge dels romans d'Orient, i Khalid ibn al-Walid va llençar un atac general, però els romans d'Orient van aguantar. El segon dia de batalla, els romans d'Orient van emboscar el campament musulmà, però foren descoberts, i Teodor va morir intentant eliminar el mateix Khalid ibn al-Walid, que va enviar les tropes en una càrrega contra els romans d'Orient, que van aguantar fins que al-Walid va enviar les reserves, que van poder trencar les línies romanes d'Orient.

## Conseqüències
Els romans d'Orient es van replegar cap a Jerusalem, i els musulmans no van interposar-se.
Khalid l'endemà al matí es va dirigir a Damasc, i els musulmans van arribar a temps per participar en un festival dels gassànides, aliats dels romans d'Orient a Marj ar-Ràhit, netejant de el camí a Damasc, que van assetjar i prendre.